# Chaetonotus brachyurus
Chaetonotus brachyurus is een buikharige uit de familie Chaetonotidae. De wetenschappelijke naam van de soort werd in 1980 voor het eerst geldig gepubliceerd door Balsamo. De soort wordt in het ondergeslacht Primochaetus geplaatst.